# Sven Eskilson
Sven Merus Eskilson, född 21 mars 1892 i Marieholm, Reslövs församling, Malmöhus län, död 5 oktober 1969 i Landskrona, var en svensk företagsledare.
Eskilson, som var son till fabrikör Anders Eskilson och Anna Svensson, avlade realexamen 1908, studerade vid Helsingborgs högre handelsinstitut 1910 och avlade reservofficersexamen 1915 . Han var kapten i Flygvapnets reserv. Han anställdes som assistent på försäljningsavdelningen på AB Enoch Thulins Aeroplanfabrik i Landskrona 1917, blev försäljningschef vid AB Thulinverken 1919, var disponent där från 1923 och styrelseledamot från 1939. Han var ledamot av stadsfullmäktige i Landskrona stad från 1932, ordförande i trafiknämnden, vice ordförande i drätselkammaren och brandstyrelsen, Malmöhus läns landstings revisor i länslasarettet och suppleant i länets prövningsnämnd. Han var ordförande i stadsfullmäktiges högergrupp och fullmäktig i Skånes handelskammare. Han var styrelseledamot i Kungliga Automobilklubbens södra avdelning, vice ordförande i Landskrona handelsförening, styrelseledamot i fastighetsföreningen Facklan, högerföreningen och luftförsvarsföreningen.